# Clément Poitrenaud
Clément Poitrenaud (Castres, 20 de mayo de 1982) es un exjugador francés de rugby que se desempeñaba como fullback. Fue internacional con Les Bleus de 2001 a 2012.

## Carrera

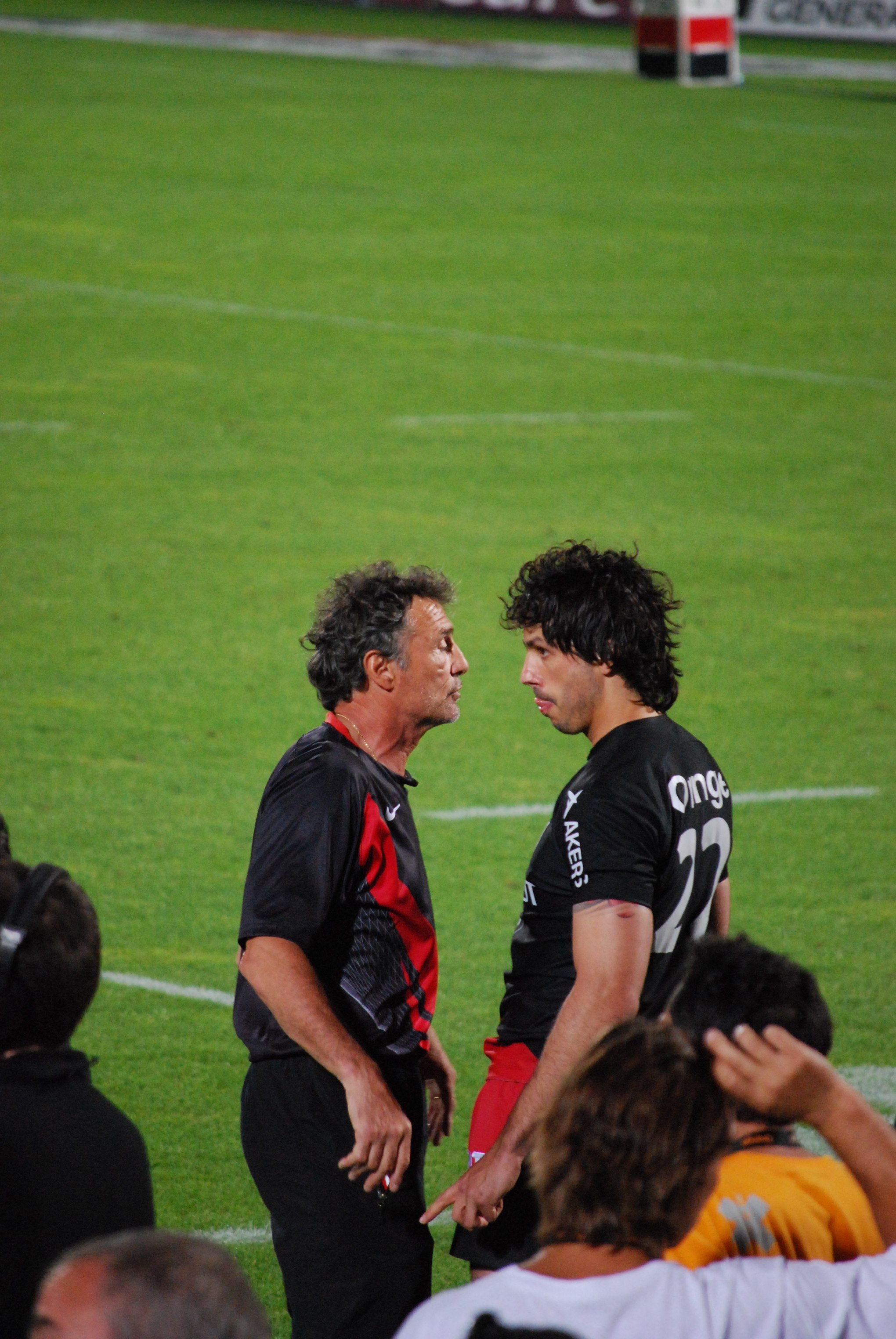
Clément Poitrenaud recibe instrucciones de su entrenador, Guy Novès

Debutó con el Stade Toulousain en 2000, club que le vio crecer y en un equipo plagado de estrellas como Vincent Clerc, Jean-Baptiste Élissalde, Cédric Heymans, Yannick Jauzion y Frédéric Michalak, ganó todas las competiciones europeas. Se dice que mantuvo una enemistad con Xavier Garbajosa por la titularidad.

### Super Rugby
Seducido por su amigo y compañero Michalak, aceptó la oferta de los Sharks; franquicia sudafricana del Super Rugby y se unió para la temporada 2017, retirándose al finalizar la misma.

## Selección nacional
Hizo su debut internacional con Les Bleus en noviembre de 2001 ante los Springboks tras ser convocado por Bernard Laporte.
Su último partido fue en 2012 ante los Dragones rojos. En total jugó 47 partidos y marcó siete tries (35 puntos).

### Participaciones en Copas del Mundo
Participó de Australia 2003 donde fue suplente de Nicolas Brusque y en Francia 2007 siendo suplente de Damien Traille. Les Bleus obtuvieron la cuarta posición en ambos torneos.
| Mundial                       | Sede      | Resultado     | PJ | Tries |
| ----------------------------- | --------- | ------------- | -- | ----- |
| Copa Mundial de Rugby de 2003 | Australia | Cuarto puesto | 4  | 0     |
| Copa Mundial de Rugby de 2007 | Francia   | Cuarto puesto | 4  | 2     |

## Palmarés
- Campeón del Torneo de las Seis Naciones de 2004, 2007 y 2010.
- Campeón de la Copa de Campeones de 2002/03, 2004/05 y 2009/10.
- Campeón del Top 14 de 2007-08, 2010-11 y 2011-12.